# Sphaerocybe concentrica
Sphaerocybe concentrica är en svampart som beskrevs av Magrou & Marneffe 1946. Sphaerocybe concentrica ingår i släktet Sphaerocybe, divisionen sporsäcksvampar och riket svampar.   Inga underarter finns listade i Catalogue of Life.